# Julia Lennon
Julia Lennon (nascida Julia Stanley; Liverpool, 12 de março de 1914 – Liverpool, 15 de julho de 1958) foi a mãe do músico John Lennon. Julia era a quinta de cinco filhas. John Lennon foi seu primeiro filho e único fruto de seu casamento com Alfred Lennon. Depois que Alfred abandonou a família, Julia começou uma relação com John Bobby Dykins. Bobby, Julia e John moravam juntos, mas sua irmã, Mimi, achava que não era certo Julia morar com outra pessoa estando casada legalmente com Alfred.
Julia teve mais uma filha com Taffy Williams, após o nascimento de John, que foi dada para a adoção (devido a pressões de sua família) e, então mais outras duas filhas com John Bobby Dykins: Julia e Jacqui.
Julia era conhecida pela sua impulsividade e também pelo seu senso de humor. Apreciava música e por isso comprou para John Lennon sua primeira guitarra e o encorajou a aprender a tocá-la, mesmo com a desaprovação de sua irmã. Embora não vivesse com o pequeno John, Julia sempre ia visitá-lo. Em 15 de julho de 1958, após uma dessas visitas, Julia morreu atropelada por um policial fora de serviço, que conduzia o carro embriagado. Ela foi enterrada no Cemitério Allerton, em Liverpool.
Para Julia, John compôs várias canções, entre elas "Julia", em 1968, e "Mother", em 1970.

## Representações no cinema
Ela foi interpretada por Christine Kavanagh em In His Life: The John Lennon Story (2000) e por Anne-Marie Duff em Nowhere Boy (2009).